# Risoluzione (musica)

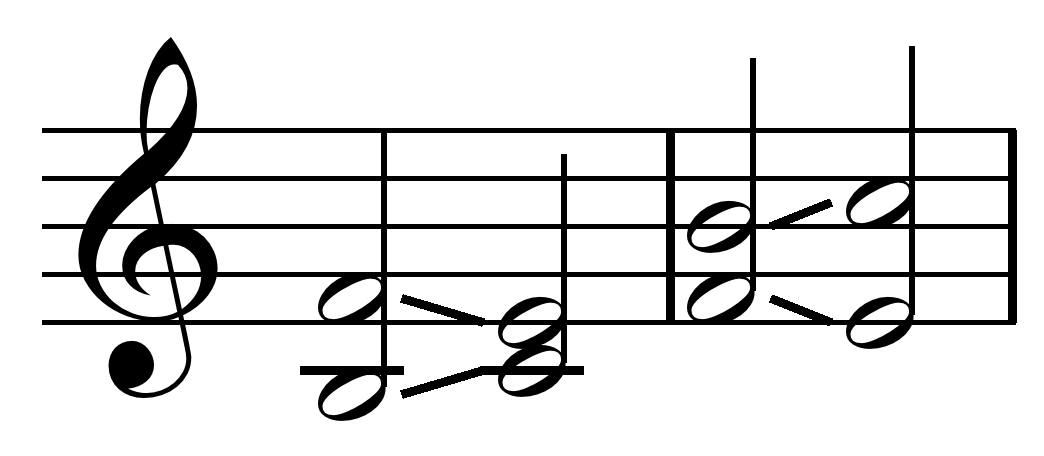
"Risoluzione rigorosa" in un tritono di settima dominante (in do): una dissonanza di quinta diminuita si risolve gradatamente verso l'interno fino a una consonanza di terza maggiore o la sua inversione. Una dissonanza di quarta aumentata, si risolve gradatamente verso l'esterno fino a una consonanza di sesta minore.

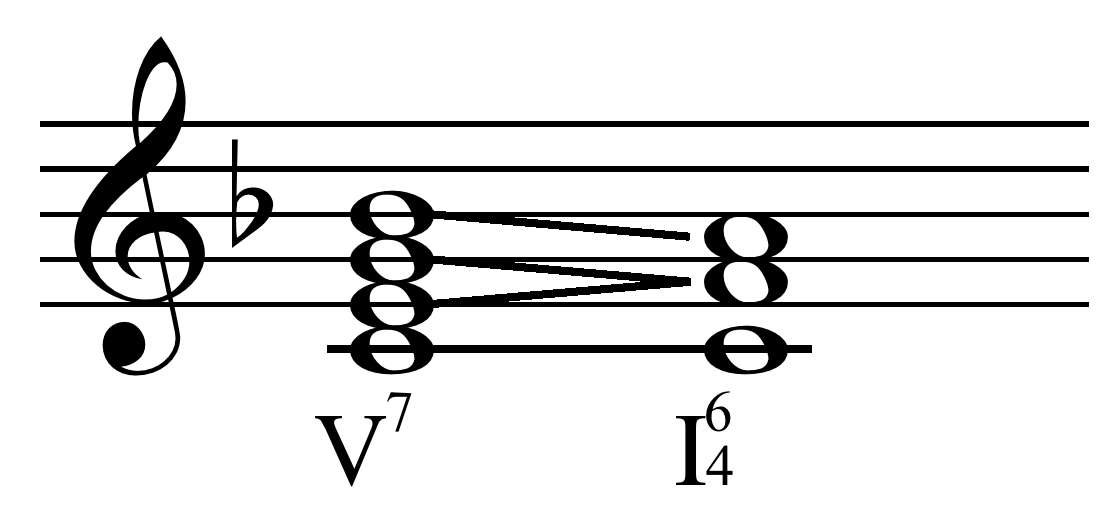
Risoluzione regolare

La risoluzione nella teoria della musica tonale occidentale è il passaggio di una nota o accordo dalla dissonanza (un suono instabile) a una consonanza (uno più definitivo o stabile).
Dissonanza, risoluzione e suspense possono essere usate per creare interesse musicale. Laddove si prevede che una melodia o una trama di accordi si risolvano in una determinata nota o accordo, è possibile risolvere una nota diversa ma altrettanto adatta, creando un suono interessante e inaspettato. Ad esempio, la cadenza d'inganno.

## Base
(Roger Kamien (2008))
Risoluzioni di settima dominante nelle ultime misure della Sonata per pianoforte n. 11 in si bemolle maggiore, op. 22 di Beethoven (1800):

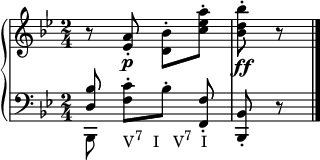

La risoluzione ha una solida base nella musica tonale, poiché la musica atonale generalmente contiene un livello più costante di dissonanza e manca di un centro tonale in cui risolvere.
Il concetto di "risoluzione", e il grado in cui la risoluzione è "attesa", è contestuale per quanto riguarda la cultura e il periodo storico. In un pezzo classico del periodo barocco, ad esempio, un accordo di sesta aggiunto (composto dalle note do, mi, sol e la, ad esempio) ha un bisogno molto forte di risolversi, mentre in un'opera più moderna, che ha una necessità meno forte di una risoluzione - nel contesto di un brano pop o jazz - un accordo del genere potrebbe terminare comodamente un brano e non avere particolari necessità di risolversi.

## Esempio
Un esempio di una singola nota dissonante che richiede una risoluzione potrebbe essere, ad esempio, un Fa durante un accordo di Do maggiore, Do – Mi – Sol, che crea una dissonanza sia com il Mi che con il Sol e può risolversi in entrambi, anche se di solito più in Mi (il tono più vicino). Questo è un esempio di accordo sospeso. In riferimento agli accordi e alle progressioni, ad esempio, una frase che termina con la seguente cadenza IV – V, una mezza cadenza, non ha un alto grado di risoluzione. Tuttavia, se questa cadenza fosse cambiata in (IV–) V – I, un'autentica cadenza, si risolverebbe molto più fortemente finendo sul primo accordo tonico.